# UEFA Champions League 2024-2025 (qualificazioni)
La fase di qualificazione della UEFA Champions League 2024-2025 si è disputata tra il 9 luglio e il 28 agosto 2024. Hanno partecipato a questa prima fase della competizione 52 club: sette di essi si sono qualificati alla successiva fase campionato, composta da 36 squadre.

## Date
| Turno         | Sorteggio             | Andata            | Ritorno           |
| ------------- | --------------------- | ----------------- | ----------------- |
| Primo turno   | 18 giugno 2024 (Nyon) | 9-10 luglio 2024  | 16-17 luglio 2024 |
| Secondo turno | 19 giugno 2024 (Nyon) | 23-24 luglio 2024 | 30-31 luglio 2024 |
| Terzo turno   | 22 luglio 2024 (Nyon) | 6-7 agosto 2024   | 13 agosto 2024    |
| Spareggi      | 5 agosto 2024 (Nyon)  | 20-21 agosto 2024 | 27-28 agosto 2024 |

## Squadre
| Legenda | Legenda |
| --- | ------- |
| I club vincitori degli spareggi avanzano alla fase campionato |         |
| I club sconfitti negli spareggi accedono alla fase campionato dell'Europa League                                                                                     |         |
| I club sconfitti nel terzo turno accedono agli spareggi (se partecipanti tra i Campioni) o alla fase campionato (se partecipanti tra le Piazzate) dell'Europa League |         |
| I club sconfitti nel secondo turno accedono al terzo turno dell'Europa League                                                                                        |         |
| I club sconfitti nel primo turno accedono al secondo turno o al terzo turno (se hanno ricevuto un bye) della Conference League                                       |         |

| Squadre         | Coeff    |
| Campioni        | Campioni |
| --------------- | -------- |
| Dinamo Zagabria | 50.000   |
| Stella Rossa    | 40.000   |
| Young Boys      | 34.500   |
| Galatasaray     | 31.500   |

| Squadre              | Coeff    |
| Piazzate             | Piazzate |
| -------------------- | -------- |
| Rangers              | 63.000   |
| Slavia Praga         | 53.000   |
| Salisburgo           | 50.000   |
| Lilla                | 47.000   |
| Union Saint-Gilloise | 27.000   |
| Twente               | 12.260   |

| Squadre          | Coeff    |
| Campioni         | Campioni |
| ---------------- | -------- |
| PAOK             | 37.000   |
| Maccabi Tel Aviv | 35.500   |
| Ferencváros      | 35.000   |
| Qarabağ          | 33.000   |
| Bodø/Glimt       | 28.000   |
| Midtjylland      | 25.550   |
| Sparta Praga     | 22.500   |
| Malmö FF         | 18.500   |
| APOEL            | 14.500   |
| Jagiellonia      | 5.075    |
| Piazzate         |          |
| Fenerbahçe       | 36.000   |
| Dinamo Kiev      | 26.500   |
| Partizan         | 25.500   |
| Lugano           | 8.000    |

| Squadre           | Coeff    |
| Campioni          | Campioni |
| ----------------- | -------- |
| Slovan Bratislava | 30.500   |
| Ludogorec         | 26.000   |
| HJK               | 11.500   |
| Flora Tallinn     | 11.000   |
| FCSB              | 10.500   |
| KÍ Klaksvík       | 10.000   |
| Shamrock Rovers   | 9.500    |
| Lincoln Red Imps  | 9.000    |
| P'yownik          | 8.000    |
| The New Saints    | 8.500    |
| RFS Riga          | 8.000    |
| Petrocub Hîncești | 7.000    |
| Ballkani          | 6.000    |
| Borac Banja Luka  | 5.500    |

| Squadre         | Coeff    |
| Campioni        | Campioni |
| --------------- | -------- |
| Dinamo Batumi   | 5.500    |
| Celje           | 4.500    |
| Ħamrun Spartans | 4.500    |
| Larne           | 4.500    |
| Dinamo Minsk    | 4.500    |
| Panevėžys       | 4.000    |
| Ordabasy        | 4.000    |
| Víkingur        | 4.000    |
| Struga          | 3.500    |
| Differdange 03  | 3.500    |
| Dečić           | 2.000    |
| Egnatia         | 1.475    |
| UE Santa Coloma | 1.199    |
| Virtus          | 0.366    |

## Risultati

### Primo turno

#### Sorteggio
Il sorteggio del primo turno di qualificazione si è tenuto il 18 giugno 2024.
Partecipano al primo turno di qualificazione un totale di 28 squadre. La posizione delle squadre come teste di serie, è basato sui coefficienti UEFA per club del 2024. Prima del sorteggio, la UEFA ha formato tre gruppi da dieci squadre (cinque teste di serie e cinque non teste di serie) secondo i principi stabiliti dal Comitato Competizioni per Club. La prima squadra estratta in ogni accoppiamento è la squadra che giocherà in casa la gara di andata.
Le squadre eliminate nel primo turno di qualificazione saranno sorteggiate nel percorso Campioni del secondo turno di qualificazione della UEFA Conference League.
| Gruppo 1                                                                    | Gruppo 1                                             | Gruppo 2                                               | Gruppo 2                                      | Gruppo 3                                  | Gruppo 3                                   |
| Teste di serie                                                              | Non teste di serie                                   | Teste di serie                                         | Non teste di serie                            | Teste di serie                            | Non teste di serie                         |
| --------------------------------------------------------------------------- | ---------------------------------------------------- | ------------------------------------------------------ | --------------------------------------------- | ----------------------------------------- | ------------------------------------------ |
| Slovan Bratislava Lincoln Red Imps The New Saints Ballkani Borac Banja Luka | Ħamrun Spartans Struga Dečić Egnatia UE Santa Coloma | HJK Flora Tallinn KÍ Klaksvík Shamrock Rovers RFS Riga | Celje Larne Panevėžys Víkingur Differdange 03 | Ludogorec FCSB P'yownik Petrocub Hîncești | Dinamo Batumi Dinamo Minsk Ordabasy Virtus |

#### Risultati
| Squadra 1         | Totale          | Squadra 2         | Andata | Ritorno     |
| ----------------- | --------------- | ----------------- | ------ | ----------- |
| Slovan Bratislava | 6 - 3           | Struga            | 4 - 2  | 2 - 1       |
| The New Saints    | 4 - 1           | Dečić             | 3 - 0  | 1 - 1       |
| Borac Banja Luka  | 2 - 2 (4-1 dtr) | Egnatia           | 1 - 0  | 1 - 2 (dts) |
| Ħamrun Spartans   | 1 - 1 (4-5 dtr) | Lincoln Red Imps  | 0 - 1  | 1 - 0 (dts) |
| UE Santa Coloma   | 3 - 3 (6-5 dtr) | Ballkani          | 1 - 2  | 2 - 1 (dts) |
| Flora Tallinn     | 1 - 7           | Celje             | 0 - 5  | 1 - 2       |
| KÍ Klaksvík       | 2 - 0           | Differdange 03    | 2 - 0  | 0 - 0       |
| Panevėžys         | 4 - 1           | HJK               | 3 - 0  | 1 - 1       |
| RFS Riga          | 7 - 0           | Larne             | 3 - 0  | 4 - 0       |
| Víkingur          | 1 - 2           | Shamrock Rovers   | 0 - 0  | 1 - 2       |
| Virtus            | 1 - 11          | FCSB              | 1 - 7  | 0 - 4       |
| Ludogorec         | 3 - 2           | Dinamo Batumi     | 3 - 1  | 0 - 1       |
| Ordabasy          | 0 - 1           | Petrocub Hîncești | 0 - 0  | 0 - 1       |
| Dinamo Minsk      | 1 - 0           | P'yownik          | 0 - 0  | 1 - 0       |

Note
1. ↑  Inversione di campo rispetto all'esito del sorteggio.

##### Andata
| Arbitro: | Luca Cibelli |

|                                          |           |  |
| Veliulis 17’ Gorobsov 64’ (rig.) Mbo 67’ | Marcatori |  |

| Arbitro: | Aleksandar Stavrev |

|  |           |            |
|  | Marcatori | 37’ Britto |

| Arbitro: | Bram Van Driessche |

|                          |           |  |
| Young 4’, 28’ Davies 39’ | Marcatori |  |

| Arbitro: | Marcel Birsan |

|                |           |                                  |
| El Ghazoui 22’ | Marcatori | 42’ (rig.) Emërllahu 90’ Karrica |

| Reykjavik 9 luglio 2024, ore 20:45 CEST ritorno → | Víkingur         | 0 – 0 referto | Shamrock Rovers | Keppnisvöllur (1 108 spett.)\| Arbitro: \| Sigurd Kringstad \| |
| Arbitro:                                          | Sigurd Kringstad |               |                 |                                                                |

| Arbitro: | Antoni Bandić |

|                |           |                                                            |
| Battistini 86’ | Marcatori | 6’ (rig.), 11’, 37’ Olaru 22’, 27’ Popa 70’, 73’ Miculescu |

| Şımkent 10 luglio 2024, ore 17:00 CEST ritorno → | Ordabasy       | 0 – 0 referto | Petrocub Hîncești | Stadio Qajımuqan Muñaýtpasov (16 500 spett.)\| Arbitro: \| Patrik Kolarić \| |
| Arbitro:                                         | Patrik Kolarić |               |                   |                                                                              |

| Arbitro: | Alejandro Muñiz Ruiz |

|  |           |                                                                 |
|  | Marcatori | 7’ Matko 10’ Vuklišević 45+1’ Zabukovnik 71’ Aarons 90’ Svetlin |

| Arbitro: | Stéphanie Frappart |

|                                    |           |                         |
| Weiss 16’ Mak 36’ Kucka 85’, 90+1’ | Marcatori | 55’ (rig.), 74’ Ibraimi |

| Arbitro: | Ondřej Berka |

|                                  |           |  |
| Kigurs 30’ Balodis 49’ Panić 60’ | Marcatori |  |

| Arbitro: | David Munro |

|                                 |           |  |
| Frederiksberg 12’, 45+4’ (rig.) | Marcatori |  |

| Arbitro: | Robert Schröder |

|                                 |           |                   |
| Tekpetey 13’ Rick 24’ Witry 72’ | Marcatori | 62’ Mamuchashvili |

| Bucarest 10 luglio 2024, ore 20:45 CEST ritorno → | Dinamo Minsk  | 0 – 0 referto | P'yownik | Arena Națională (0 spett.)\| Arbitro: \| Volen Chinkov \| |
| Arbitro:                                          | Volen Chinkov |               |          |                                                           |

| Arbitro: | Daniel Stefanski |

|              |           |  |
| Hrelja 90+6’ | Marcatori |  |

##### Ritorno
| Arbitro: | Oleksii Derevinskyi |

|                                                    |                      |                                                             |
| Hamidi 109’                                        | Marcatori            | 90+2’ Mohedano 102’ De Jesús                                |
| Emërllahu Dulaj Hamidi Ajazaj Potoku Abedini Thaqi | Tiri di rigore 5 – 6 | García El Ghazoui Joaquinete De Jesús Virgili Tellado Lluch |

| Arbitro: | Eric Wattellier |

|                                |                      |                                      |
|                                | Marcatori            | 89’ Vitão                            |
| Britto Nano De Barr Toni Muñoz | Tiri di rigore 5 – 4 | Emerson Montebello Mayron Mbong Borg |

| Arbitro: | Craig Pawson |

|           |           |              |
| Erwin 38’ | Marcatori | 45’ Veliulis |

| Arbitro: | Snir Levy |

|  |           |                        |
|  | Marcatori | 90’ (rig.) Gavrilovich |

| Arbitro: | Goga Kikacheishvili |

|                                |           |             |
| Matko 73’ (rig.) Karničnik 76’ | Marcatori | 12’ Varjund |

| Arbitro: | Stefan Ebner |

|                                           |           |  |
| Baluta 20’ Edjouma 28’, 36’ Miculescu 72’ | Marcatori |  |

| Arbitro: | Atilla Karaoğlan |

|             |           |                  |
| Kajevic 72’ | Marcatori | 43’ (rig.) Young |

| Arbitro: | Jarred Gillett |

|               |           |            |
| Kenny 8’, 20’ | Marcatori | 60’ Hansen |

| Arbitro: | Ricardo de Burgos Bengoetxea |

|              |           |                               |
| Compaoré 85’ | Marcatori | 9’ Weiss 34’ (aut.) Ristevski |

| Differdange 17 luglio 2024, ore 19:00 CEST ← andata | Differdange 03        | 0 – 0 (tot.: 0-2) referto | KÍ Klaksvík | Stade Municipal de la Ville de Differdange (1 950 spett.)\| Arbitro: \| Javier Alberola Rojas \| |
| Arbitro:                                            | Javier Alberola Rojas |                           |             |                                                                                                  |

| Arbitro: | Dario Bel |

|                  |           |  |
| Mamuchashvili 3’ | Marcatori |  |

| Arbitro: | Miloš Milanović |

|           |           |  |
| Lungu 34’ | Marcatori |  |

| Arbitro: | Fabio Maresca |

|                             |                      |                               |
| Ibrahimoglu 17’ Doukouo 82’ | Marcatori            | 30’ Lukic                     |
| Aleksi Ibrahimoglu Lushkja  | Tiri di rigore 1 – 4 | Herrera Pejovic Hasukic Cavic |

| Arbitro: | Gustavo Correia |

|  |           |                                                                  |
|  | Marcatori | 38’ Emerson Deocleciano 44’ Lemajić 45+3’ Ikaunieks 56’ Diomande |

### Secondo turno

#### Sorteggio
Il sorteggio per il secondo turno di qualificazione si è tenuto il 19 giugno 2024.
Prima del sorteggio, la UEFA ha formato tre gruppi da dieci squadre (cinque teste di serie e cinque non teste di serie) secondo i principi stabiliti dal Comitato Competizioni per Club. La prima squadra estratta in ogni accoppiamento è la squadra che giocherà in casa la gara di andata.
Al secondo turno di qualificazione partecipano un totale di 28 squadre. Saranno divisi in due percorsi:
- Campioni (24 squadre): 10 squadre che entrano in questo turno e 14 vincitrici del primo turno di qualificazione.
- Piazzate (4 squadre): 4 squadre che entrano in questo turno.

La posizione delle squadre come teste di serie si è basato sui coefficienti UEFA per club del 2024. Per i vincitori del primo turno di qualificazione, la cui identità non era nota al momento del sorteggio, è stato utilizzato il coefficiente della squadra con il punteggio più alto per ogni accoppiamento. Prima del sorteggio, la UEFA formerà tre gironi del Percorso Campioni, due di sei squadre (tre teste di serie e tre non teste di serie) e una di otto squadre (quattro teste di serie e quattro non teste di serie), secondo i principi stabiliti dal Comitato Competizioni per Club. 
La prima squadra estratta in ogni accoppiamento è la squadra che giocherà in casa la gara di andata.
Le perdenti del Percorso Campioni saranno sorteggiate al terzo turno di qualificazione dell'Europa League Percorso Campioni, mentre le perdenti del Percorso Piazzate saranno sorteggiate al terzo turno di qualificazione dell'Europa League Percorso Piazzate.
| Gruppo 1                         | Gruppo 1                                                       | Gruppo 2                                     | Gruppo 2                                             | Gruppo 3                                             | Gruppo 3                                |
| Teste di serie                   | Non teste di serie                                             | Teste di serie                               | Non teste di serie                                   | Teste di serie                                       | Non teste di serie                      |
| -------------------------------- | -------------------------------------------------------------- | -------------------------------------------- | ---------------------------------------------------- | ---------------------------------------------------- | --------------------------------------- |
| PAOK Ferencváros Ludogorec APOEL | The New Saints Dinamo Minsk Petrocub Hîncești Borac Banja Luka | Bodø/Glimt Midtjylland Sparta Praga Malmö FF | KÍ Klaksvík Shamrock Rovers RFS Riga UE Santa Coloma | Maccabi Tel Aviv Qarabağ Slovan Bratislava Panevėžys | Celje FCSB Lincoln Red Imps Jagiellonia |

| Teste di serie         | Non teste di serie |
| ---------------------- | ------------------ |
| Fenerbahçe Dinamo Kiev | Partizan Lugano    |

#### Risultati
| Squadra 1        | Totale   | Squadra 2         | Andata   | Ritorno  |
| Campioni         | Campioni | Campioni          | Campioni | Campioni |
| ---------------- | -------- | ----------------- | -------- | -------- |
| Ludogorec        | 2 - 1    | Dinamo Minsk      | 2 - 0    | 0 - 1    |
| APOEL            | 2 - 1    | Petrocub Hîncești | 1 - 0    | 1 - 1    |
| Ferencváros      | 7 - 1    | The New Saints    | 5 - 0    | 2 - 1    |
| PAOK             | 4 - 2    | Borac Banja Luka  | 3 - 2    | 1 - 0    |
| Bodø/Glimt       | 7 - 1    | RFS Riga          | 4 - 0    | 3 - 1    |
| Malmö FF         | 6 - 4    | KÍ Klaksvík       | 4 - 1    | 2 - 3    |
| Shamrock Rovers  | 2 - 6    | Sparta Praga      | 0 - 2    | 2 - 4    |
| UE Santa Coloma  | 0 - 4    | Midtjylland       | 0 - 3    | 0 - 1    |
| Celje            | 1 - 6    | Slovan Bratislava | 1 - 1    | 0 - 5    |
| Panevėžys        | 1 - 7    | Jagiellonia       | 0 - 4    | 1 - 3    |
| Lincoln Red Imps | 0 - 7    | Qarabağ           | 0 - 2    | 0 - 5    |
| FCSB             | 2 - 1    | Maccabi Tel Aviv  | 1 - 1    | 1 - 0    |
| Piazzate         |          |                   |          |          |
| Lugano           | 4 - 6    | Fenerbahçe        | 3 - 4    | 1 - 2    |
| Dinamo Kiev      | 9 - 2    | Partizan          | 6 - 2    | 3 - 0    |

##### Andata

###### Campioni
| Arbitro: | Donald Robertson |

|                                             |           |  |
| Mikkelsen 2’, 76’ Saltnes 18’ Kapskarmo 40’ | Marcatori |  |

| Arbitro: | Novak Simović |

|  |           |                               |
|  | Marcatori | 15’, 28’, 29’ Imaz 80’ Hansen |

| Arbitro: | István Vad |

|  |           |                            |
|  | Marcatori | 45+2’ Juninho 75’ Bayramov |

| Arbitro: | Robert Schröder |

|                       |           |  |
| Marquinhos 38’ (rig.) | Marcatori |  |

| Arbitro: | Lukas Fähndrich |

|                                      |           |                   |
| Johnsen 21’, 43’ Bolin 37’ Rieks 85’ | Marcatori | 71’ Frederiksberg |

| Arbitro: | Gergo Bogár |

|          |           |           |
| Dawa 76’ | Marcatori | 71’ Biton |

| Arbitro: | Guillermo Cuadra Fernández |

|                                                             |           |  |
| Traoré 15’, 21’, 54’ Zachariassen 24’ Marquinhos 62’ (rig.) | Marcatori |  |

| Arbitro: | Abdulkadir Bitigen |

|  |           |                             |
|  | Marcatori | 12’ Djú 28’ Diao 63’ Şimşir |

| Arbitro: | Joey Kooij |

|  |           |                             |
|  | Marcatori | 38’ Birmančević 65’ Wiesner |

| Arbitro: | David Šmajc |

|                                       |           |                                  |
| Koulierakīs 17’, 39’ Troost-Ekong 51’ | Marcatori | 22’ (rig.) Herrera 45+3’ Kulašin |

| Arbitro: | Eldorjan Hamiti |

|                                  |           |  |
| Tekpetey 9’ Nedelev 45+1’ (rig.) | Marcatori |  |

| Arbitro: | Darren England |

|              |           |             |
| Bobičanec 7’ | Marcatori | 11’ Strelec |

###### Piazzate
| Arbitro: | Christian Dingert |

|                                                                                  |           |                          |
| Šaparenko 40’ Bražko 43’ Karavajev 45+1’ Kabajev 55’ Popov 83’ Pichal'onok 90+2’ | Marcatori | 22’ (rig.), 66’ Saldanha |

| Arbitro: | Tiago Martins |

|                                         |           |                                           |
| El Wafi 4’ Bislimi 64’ Valenzuela 90+4’ | Marcatori | 45+1’ (rig.), 46’, 67’ Džeko 74’ Kadıoğlu |

##### Ritorno

###### Campioni
| Arbitro: | Viktor Kopiievskyi |

|                                                      |           |  |
| Juninho 17’, 31’, 44’ Benzia 66’ Leandro Andrade 72’ | Marcatori |  |

| Arbitro: | Fedayi San |

|             |           |                |
| Plătică 60’ | Marcatori | 65’ Marquinhos |

| Arbitro: | Simone Sozza |

|                                             |           |                 |
| Olatunji 29’ Ross 41’ Sørensen 48’ Tuci 71’ | Marcatori | 32’, 47’ Greene |

| Arbitro: | Damian Sylwestrzak |

|               |           |                                     |
| Daniels 90+1’ | Marcatori | 43’ Zachariassen 62’ (rig.) Rommens |

| Arbitro: | Fabio Maresca |

|                                                  |           |  |
| Tolić 17’ Strelec 30’, 72’ Mak 60’ Barseġyan 75’ | Marcatori |  |

| Arbitro: | Vitālijs Spasjoņņikovs |

|                                       |           |                                   |
| Berntsson 2’ Frederiksberg 65’, 90+5’ | Marcatori | 13’ Bolin 59’ (rig.) Christiansen |

| Arbitro: | Jakob Sundberg |

|               |           |                                       |
| Ikaunieks 14’ | Marcatori | 40’ (rig.) Hauge 82’ Saltnes 88’ Høgh |

| Arbitro: | Rob Hennessy |

|            |           |  |
| Osorio 72’ | Marcatori |  |

| Arbitro: | Jérémie Pignard |

|  |           |            |
|  | Marcatori | 90’ Baeten |

| Arbitro: | Vassilis Fotias |

|                                                 |           |             |
| Pululu 12’ (rig.), 69’ (rig.) Beneta 84’ (aut.) | Marcatori | 88’ Gussiås |

| Arbitro: | Yigal Frid |

|            |           |  |
| Bachar 37’ | Marcatori |  |

| Arbitro: | Sander van der Eijk |

|  |           |          |
|  | Marcatori | 25’ Murg |

###### Piazzate
| Arbitro: | Robert Jones |

|                           |           |            |
| Džeko 59’ Szymański 90+3’ | Marcatori | 7’ Mahmoud |

| Arbitro: | Marian Barbu |

|  |           |                                                 |
|  | Marcatori | 17’ Jarmolenko 68’ (rig.) Vanat 90+3’ Karavajev |

### Terzo turno

#### Sorteggio
Il sorteggio per il terzo turno di qualificazione si è tenuto il 22 luglio 2024.
Al terzo turno di qualificazione hanno partecipato un totale di 20 squadre, divise in due percorsi:
- Campioni (12 squadre): 12 squadre vincitrici del secondo turno di qualificazione (Percorso campioni).
- Piazzate (8 squadre): 6 squadre che entrano in questo turno e 2 vincitrici del secondo turno di qualificazione (Percorso piazzate).

La posizione delle squadre come teste di serie si è basato sui coefficienti UEFA per club del 2024. Per le vincitrici del secondo turno di qualificazione, la cui identità non sarà nota al momento del sorteggio, verrà utilizzato il coefficiente della squadra con il punteggio più alto per ogni accoppiamento. 
La prima squadra estratta in ogni accoppiamento è la squadra che giocherà in casa la gara di andata.
Le vincitrici del terzo turno avanzeranno agli spareggi del rispettivo percorso. Le perdenti del Percorso Campioni saranno trasferite agli spareggi di Europa League, mentre le perdenti del Percorso Piazzate saranno trasferite alla fase campionato di Europa League.
| Gruppo 1                       | Gruppo 1                     | Gruppo 2                    | Gruppo 2                         |
| Teste di serie                 | Non teste di serie           | Teste di serie              | Non teste di serie               |
| ------------------------------ | ---------------------------- | --------------------------- | -------------------------------- |
| FCSB Slovan Bratislava Qarabağ | Ludogorec Sparta Praga APOEL | PAOK Ferencváros Bodø/Glimt | Malmö FF Midtjylland Jagiellonia |

| Teste di serie                        | Non teste di serie                                 |
| ------------------------------------- | -------------------------------------------------- |
| Rangers Slavia Praga Salisburgo Lilla | Fenerbahçe Union Saint-Gilloise Dinamo Kiev Twente |

#### Risultati
| Squadra 1         | Totale   | Squadra 2            | Andata   | Ritorno     |
| Campioni          | Campioni | Campioni             | Campioni | Campioni    |
| ----------------- | -------- | -------------------- | -------- | ----------- |
| Qarabağ           | 8 - 4    | Ludogorec            | 1 - 2    | 7 - 2 (dts) |
| Slovan Bratislava | 2 - 0    | APOEL                | 2 - 0    | 0 - 0       |
| Sparta Praga      | 4 - 3    | FCSB                 | 1 - 1    | 3 - 2       |
| Malmö FF          | 6 - 5    | PAOK                 | 2 - 2    | 4 - 3 (dts) |
| Midtjylland       | 3 - 1    | Ferencváros          | 2 - 0    | 1 - 1       |
| Jagiellonia       | 1 - 5    | Bodø/Glimt           | 0 - 1    | 1 - 4       |
| Piazzate          |          |                      |          |             |
| Slavia Praga      | 4 - 1    | Union Saint-Gilloise | 3 - 1    | 1 - 0       |
| Lilla             | 3 - 2    | Fenerbahçe           | 2 - 1    | 1 - 1 (dts) |
| Dinamo Kiev       | 3 - 1    | Rangers              | 1 - 1    | 2 - 0       |
| Salisburgo        | 5 - 4    | Twente               | 2 - 1    | 3 - 3       |

##### Andata

###### Campioni
| Arbitro: | Urs Schnyder |

|             |           |                       |
| Juninho 65’ | Marcatori | 56’ Almeida 87’ Vidal |

| Arbitro: | John Beaton |

|                        |           |                       |
| Jansson 28’ Nanasi 67’ | Marcatori | 42’ Taison 75’ Rahman |

| Arbitro: | Matej Jug |

|                          |           |  |
| Buksa 17’ Franculino 59’ | Marcatori |  |

| Arbitro: | Rohit Saggi |

|              |           |          |
| Olatunji 78’ | Marcatori | 61’ Dawa |

| Arbitro: | Sven Jablonski |

|  |           |                    |
|  | Marcatori | 58’ (aut.) Diéguez |

| Arbitro: | Allard Lindhout |

|                               |           |  |
| Petrovic 74’ (aut.) Mak 90+3’ | Marcatori |  |

###### Piazzate
| Arbitro: | Donatas Rumšas |

|                |           |               |
| Jarmolenko 37’ | Marcatori | 90+4’ Dessers |

| Arbitro: | István Kovács |

|                                 |           |             |
| Tiago Santos 12’ Zhegrova 90+1’ | Marcatori | 80’ Kahveci |

| Arbitro: | António Nobre |

|                    |           |          |
| Kjærgaard 40’, 85’ | Marcatori | 90’ Vlap |

| Arbitro: | Tobias Stieler |

|                           |           |                  |
| Chory 19’, 41’ Dorley 57’ | Marcatori | 73’ (aut.) Buzek |

##### Ritorno

###### Campioni
| Nicosia 13 agosto 2024, ore 19:00 CEST ← andata | APOEL            | 0 – 0 (tot.: 0-2) referto | Slovan Bratislava | Stadio Neo GSP (13 507 spett.)\| Arbitro: \| Sascha Stegemann \| |
| Arbitro:                                        | Sascha Stegemann |                           |                   |                                                                  |

| Arbitro: | Benoît Bastien |

|                                  |           |                |
| Fet 34’, 56’ Määttä 38’ Høgh 70’ | Marcatori | 4’ (aut.) Berg |

| Arbitro: | Marco Di Bello |

|                                           |           |                                                    |
| Taison 21’ Koulierakīs 43’ Živković 45+3’ | Marcatori | 10’, 45’ Nanasi 90+6’ Zätterström 99’ Christiansen |

| Arbitro: | Simone Sozza |

|                      |           |                                                                                   |
| Duah 13’, 23’ (rig.) | Marcatori | 7’ Juninho 45+1’ (rig.), 118’ Benzia 45+5’, 112’ Andrade 93’ Bayramov 111’ Xhixha |

| Arbitro: | Orel Grinfeeld |

|           |           |              |
| Cissé 17’ | Marcatori | 50’ Sørensen |

| Arbitro: | Morten Krogh |

|                       |           |                                          |
| Olaru 60’ Edjouma 85’ | Marcatori | 13’, 28’ (rig.) Birmančević 37’ Haraslín |

###### Piazzate
| Arbitro: | José María Sánchez Martínez |

|                      |           |                   |
| Diakité 90+1’ (aut.) | Marcatori | 118’ (rig.) David |

| Arbitro: | Irfan Peljto |

|                                            |           |                                    |
| Hilgers 43’ Van Hoorenbeeck 64’ Steijn 87’ | Marcatori | 17’ Kjærgaard 25’ Dorgeles 46’ Yeo |

| Arbitro: | Srđan Jovanović |

|  |           |             |
|  | Marcatori | 84’ Jurečka |

| Arbitro: | Marco Guida |

|  |           |                             |
|  | Marcatori | 82’ Pichal'onok 84’ Vološyn |

### Spareggi

#### Sorteggio
Il sorteggio si è tenuto il 5 agosto 2024.
Un totale di 14 squadre parteciperanno agli spareggi, suddivisi in due percorsi:
- Percorso Campioni (10 squadre): 4 squadre accedono a questo turno e 6 vincitrici del terzo turno di qualificazione (Percorso Campioni).
- Percorso Piazzate (4 squadre): 4 vincitrici del terzo turno di qualificazione (Percorso Piazzate).

La posizione delle squadre come teste di serie si è basato sui coefficienti UEFA per club del 2023. Per le vincitrici del terzo turno di qualificazione, la cui identità era nota al momento del sorteggio, è stato utilizzato il coefficiente della squadra con il punteggio più alto per ogni accoppiamento.
Le squadre sono state suddivise in due urne ("teste di serie" e "non teste di serie") in base al loro coefficiente UEFA; la squadra sorteggiata per prima gioca l'andata in casa.
| Teste di serie                                               | Non teste di serie                                            |
| ------------------------------------------------------------ | ------------------------------------------------------------- |
| Dinamo Zagabria Stella Rossa Malmö FF Midtjylland Young Boys | Qarabağ Galatasaray Slovan Bratislava Bodø/Glimt Sparta Praga |

| Teste di serie           | Non teste di serie |
| ------------------------ | ------------------ |
| Dinamo Kiev Slavia Praga | Salisburgo Lilla   |

#### Risultati
| Squadra 1       | Totale   | Squadra 2         | Andata   | Ritorno  |
| Campioni        | Campioni | Campioni          | Campioni | Campioni |
| --------------- | -------- | ----------------- | -------- | -------- |
| Young Boys      | 4 - 2    | Galatasaray       | 3 - 2    | 1 - 0    |
| Dinamo Zagabria | 5 - 0    | Qarabağ           | 3 - 0    | 2 - 0    |
| Midtjylland     | 3 - 4    | Slovan Bratislava | 1 - 1    | 2 - 3    |
| Bodø/Glimt      | 2 - 3    | Stella Rossa      | 2 - 1    | 0 - 2    |
| Malmö FF        | 0 - 4    | Sparta Praga      | 0 - 2    | 0 - 2    |
| Piazzate        |          |                   |          |          |
| Lilla           | 3 - 2    | Slavia Praga      | 2 - 0    | 1 - 2    |
| Dinamo Kiev     | 1 - 3    | Salisburgo        | 0 - 2    | 1 - 1    |

##### Andata

###### Campioni
| Arbitro: | Glenn Nyberg |

|                              |           |  |
| Pjaca 29’ Kulenović 75’, 80’ | Marcatori |  |

| Arbitro: | Ivan Kružliak |

|                         |           |             |
| Bjørtuft 52’ Määttä 62’ | Marcatori | 75’ Mimović |

| Arbitro: | Alejandro Hernández Hernández |

|              |           |              |
| Chilufya 79’ | Marcatori | 59’ Blackman |

| Arbitro: | Daniel Siebert |

|                                       |           |                    |
| Monteiro 3’, 45+4’ Ugrinic 86’ (rig.) | Marcatori | 66’, 72’ Batshuayi |

| Arbitro: | Jesús Gil Manzano |

|  |           |                              |
|  | Marcatori | 31’ (aut.) Stryger 89’ Ryneš |

###### Piazzate
| Arbitro: | Szymon Marciniak |

|                        |           |  |
| David 52’ Zhegrova 77’ | Marcatori |  |

| Arbitro: | Sandro Schärer |

|  |           |                               |
|  | Marcatori | 29’ Nene 50’ (rig.) Kjærgaard |

##### Ritorno

###### Campioni
| Arbitro: | Espen Eskås |

|  |           |               |
|  | Marcatori | 87’ Virginius |

| Arbitro: | Clément Turpin |

|                                  |           |  |
| Haraslin 80’ (rig.) Rrahmani 83’ | Marcatori |  |

| Arbitro: | Michael Oliver |

|  |           |                            |
|  | Marcatori | 32’ Pjaca 53’ (aut.) Silva |

| Arbitro: | Davide Massa |

|                              |           |  |
| Duarte 26’ (rig.) Spajić 59’ | Marcatori |  |

| Arbitro: | Tobias Stieler |

|                              |           |                    |
| Tolić 33’, 82’ Barseġyan 86’ | Marcatori | 41’ Şimşir 50’ Djú |

###### Piazzate
| Arbitro: | Halil Umut Meler |

|            |           |           |
| Daghim 12’ | Marcatori | 29’ Vanat |

| Arbitro: | Slavko Vinčić |

|                         |           |              |
| Zafeirīs 5’ Schranz 84’ | Marcatori | 77’ Zhegrova |